# Pyrgus melotis
Pyrgus melotis (Levantspikkeldikkopje) is een vlinder uit de familie van de dikkopjes (Hesperiidae). De wetenschappelijke naam van de soort is voor het eerst gepubliceerd in 1832 door Philogène-Auguste-Joseph Duponchel.

## Verspreiding
De soort komt voor in Turkije, Libanon, Syrië, Israël, Jordanië, Armenië, Rusland en Iran.

## Ondersoorten
- Pyrgus melotis melotis (Duponchel, 1812) (Libanon, Israël, Jordanië, West-Syrië, Zuid-Turkije)
- Pyrgus melotis ponticus (Reverdin, 1914) (Turkije, Armenië, Iran)